# Marťan

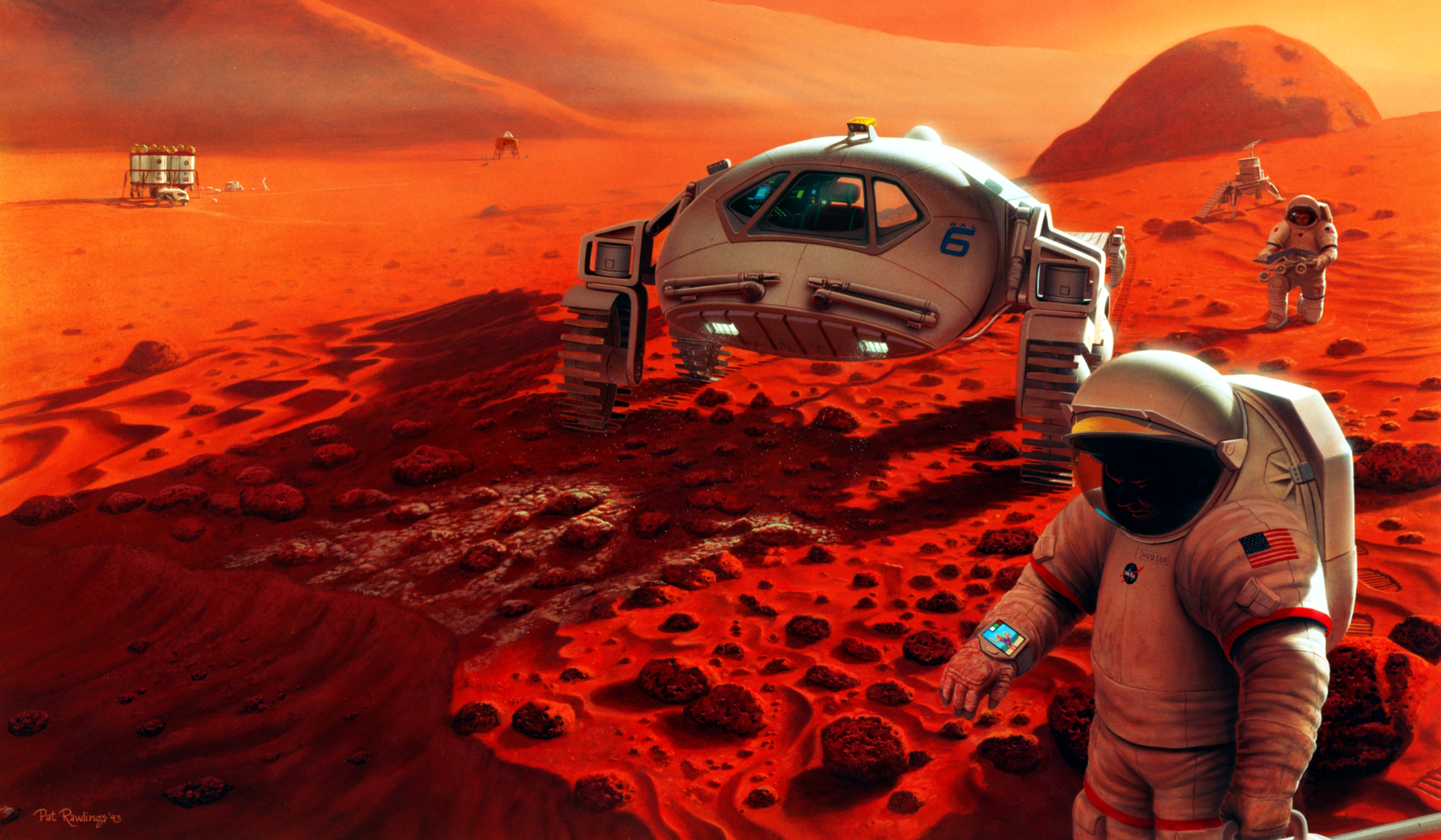
Lidé na Marsu v podání umělce

Marťan je hypotetický nebo fiktivní obyvatel planety Mars. Ačkoliv hledání důkazů života na Marsu stále pokračuje, řada literárních, filmových nebo televizních vědecko-fantastických děl zobrazuje různé představy, jaký by mimozemský život na této planetě mohl být. Výraz „Marťan“ používají někteří autoři také pro lidské kolonisty Marsu.
Poprvé se výraz „Marťan“ objevil v angličtině (ve své anglické podobě „Martian“) na konci roku 1877, kdy se řada časopiseckých článků věnovala objevu obou měsíců Marsu, který se podařil Asaphu Hallovi v tomtéž roce. O čtyři roky později vyšel futuristický článek, inspirovaný pařížskou Mezinárodní výstavou elektřiny, který obsahoval stručnou smyšlenou zmínku o invazi Marťanů na Zemi.
Mezi nejvýznamnější sci-fi díla patří román Válka světů popisující invazi marťanských mimozemšťanů do Anglie.